# Goodbye Happiness
「Goodbye Happiness」（グッバイ・ハピネス）は、日本のポップ歌手宇多田ヒカルによる楽曲。コンピレーション・アルバム『Utada Hikaru SINGLE COLLECTION VOL.2』（2010年）からの先行デジタルシングルとしてEMIミュージック・ジャパンより同年11月10日に配信がスタート（レコチョク先行配信、通常配信は11月17日）。音楽性的には、この楽曲はラブソングであると指摘されている。
批評家たちは「Goodbye Happiness」に肯定的評価を与え、いくつかの批評家は楽曲の歌詞の切なさについて言及した。「Goodbye Happiness」は大衆的にも成功を収めた。Billboard JAPAN Hot100をはじめとするビルボードの全てのシングルチャートで1位を獲得したほか、日本レコード協会によるダウンロードチャートRIAJ有料音楽配信チャートでも最高位8位を記録した。
宇多田はこの楽曲で初めてミュージック・ビデオの監督を務めた。ビデオは固定カメラにて一発撮りで撮影され、ビデオの中で彼女は「Automatic」や「traveling」、「ぼくはくま」といった自身の過去の楽曲をセルフ・パロディで表現した。また画面に収まるように屈んでダンスをしたり、パペット人形も登場している。批評家はこのビデオの世界観を『トイ・ストーリー3』に通じると指摘している。

## 背景
2010年8月9日、宇多田ヒカルは、自身のブログで、2011年以降アーティスト活動を一時休止することを発表した。同時に、2010年秋にコンピレーション・アルバム『Utada Hikaru SINGLE COLLECTION VOL.2』をリリースすることも発表された。10月5日には、11月24日に発売される同アルバムの収録内容が発表され、本楽曲がDISC2の新曲5曲のうちに含まれていることも明らかになった。
「Goodbye Happiness」は初め、11月1日に日本のラジオ局で解禁された後、続けて11月10日に携帯端末向けのフル配信、11月17日にはPCダウンロードが開始された。本楽曲は、アルバム『Utada Hikaru SINGLE COLLECTION VOL.2』からのセカンド・シングルとなった。

## 制作
宇多田によると、「Goodbye Happiness」は当初クリスマスソングを意識して制作されたが、最終的には全くの別物になったという。またエキサイトのインタビューの中で宇多田は"90年代風の王道ダンス・ソング"を目指して曲を作っていったと明かした。「アレンジやメロディーは結構王道なんだけど、ベタにはしたくなくて。普遍的なものなんだけど、その中に"私"っていう個性がちゃんと出てくれれば、実験成功」とも語った。冒頭のコーラスは、ケルトのコーラス隊が担当している。制作過程で、宇多田は「これは私の声じゃない」と直感したという。

## 音楽性
「Goodbye Happiness」は、軽やかでポップなメロディーが印象的なダンスナンバー。タワーレコードによれば、この楽曲はラブソングであり、歌詞には「過去の自分と和解することで見えてきた今の自分の思い」が書かれている。また宇多田は歌詞の『グッバイ・ロンリネス』が詞の最後では『グッバイ・ハピネス』となる点について、1954年に発表されたフランソワーズ・サガンの小説『悲しみよこんにちは』とは逆であると説明した。UtaTenは、同曲の歌詞は、「自分ひとりだけの世界が、ふたりの世界になったこと。無意識の楽園から、あなたという存在を「意識」する世界がはじまったこと」を表わしており、「相手のことを想い、胸苦しい日々を過ごさなければならない」ことを「Goodbye Happiness」と表現していると解釈している。

また、音楽情報サイト『リッスンジャパン』でのインタビューで、宇多田は本作のイメージについて以下の様に説明している。
「サウンド的には、なんかもう、「壁をぶち破る」とか、そういうイメージだったの。歌詞のテーマとしては、元々生まれた時って、凄く無意識に色んな事やるし、何をするにも全身全霊じゃない?大人になると、途中で段々自分の心の中に幾つかの声が出て来るじゃない?そういう混ざったメッセージを自分の中に送り続けた結果、何をしたいのか分からなくなってきて、体中のシグナルが大混乱状態になっちゃうわけ。で、結果砕けてバラバラになった自分っていうのを、やっぱりもう1回1つに戻したいっていう気持ち憧れが出てくるよね。」

## 批評家の反応
Hotexpressの平賀哲雄は「Goodbye Happiness」を『ミュージックビデオは過去のヒット曲を想起させるパフォーマンスが痛快だが、楽曲自体は「何も知らずにはしゃいでいた あの頃へは戻れないね」という詞に象徴されるように切ない。まるで寂しさへの抗いのようで愛おしい傑作だ。』と批評し、『一体、宇多田ヒカルの歌はいつまで独りなのだろう。』とコメントした。ZAK ZAKの裕は『アップテンポながら、大人に成長して忘れそうになるものを織り込んだ哀愁あふれる曲調と歌詞が胸を打つ。』とコメントした。『WHAT's IN?』の柳沢幹夫は『Utada Hikaru SINGLE COLLECTION VOL.2』のレビューの中で、同アルバムのなかでも「新鮮で際立った楽曲」であると指摘した。タワーレコードの松浦靖恵は歌詞について『｢誰かに乗り換えたりしません｣という印象的なフレーズは、宇多田ヒカルは宇多田ヒカルとしてこれからも生きていこうとしている証しなんだと思う。』とコメントした。

## 披露

### テレビ
- 『宇多田ヒカル〜今のわたし〜』（2011/01/15、NHK総合）[15]。

### ライブ
- 『WILD LIFE』（2010/12/08、2010/12/09、横浜アリーナ）
宇多田の活動休止前最後のコンサート。本楽曲は、一曲目に披露された。

- 『Laughter in the Dark Tour 2018』（2018/11/06～2018/12/09、全6都市12公演）
宇多田の復帰後初めてのライブで、12年ぶりの全国ツアー。アンコール後の最終曲として披露された。

## チャート成績
「Goodbye Happiness」は2010年11月15日付けのBillboard Japan Hot 100で初登場し、4位を記録した。翌週には13位に落ちたものの、29日付けでは4位まで上昇した。12月6日付のチャートでは1位まで上昇した。「Goodbye Happiness」は2010年11月15日付けの同Hot Top Airplay及びAdult Contemporary Airplayで初登場1位を記録している。日本レコード協会による着うたフルのダウンロード数を集計したRIAJ有料音楽配信チャートでは2010年11月16日付で初登場及び最高8位を記録した。moraの2010年年間トップ100 ダウンロード・ランキングでは87位を記録している。iTunes Storeの2011年年間トップソング 100では26位を記録している。

## ミュージック・ビデオ
2010年11月9日に、オフィシャルサイトやYouTubeにて公開された。また、ビデオクリップは、「Utada Hikaru SINGLE COLLECTION VOL.2」を予約購入した人にプレゼントされる特典DVDに収録された。

### 展開と評価
"表現者としての宇多田光"をテーマに、宇多田が本名の「宇多田光」名義で監督に初挑戦した。MVには「アーティスト"宇多田ヒカル"を演じるのではなく、人類全てがそうであるように"表現=行為、生き方"という意味で"宇多田ヒカル"をファンのみんなに見せたい」という思いが込められている。また、当時のクリス・ペプラーによるインタビューでは、ビデオでのダンスについて、「今のポップミュージックへのアンチテーゼ」と冗談交じりに語った。ミュージックビデオは、全て実写で1カメ1発撮りで収録された。ZAK ZAKの裕はビデオについて『少女時代の部屋で画面の向こうのファンに語りかけるように、おどけて歌う。デビュー曲「Automatic」をセルフカバーしたような場面も。「トイストーリー3」に通じる世界観で、天才少女として注目されたころへの郷愁が見え隠れする。』とコメントした。

### 内容
ビデオは、宇多田が個室に入り、カメラの位置を上方修正し、その後、彼女が椅子に座って「A HIKARU UTADA PRESENTATION」と書かれたブラックボードを掲げたところから始まる。そして、ヘッドフォンをつけた彼女が歌い始める。左右の手にハンドパペットをはめて、それを音楽に合わせて動かす。サビに入るとそれを取り、椅子から立ち上がって踊る。サビが終わると再び椅子に座り、歌う。今度は、宇多田が歌う左右から8体のパペットが登場。その間に後ろでは、次の場面の準備が進められている。サビに入ると再び椅子から立ち上がり、後ろに用意された「Automatic」のMVで登場した様な黄色い椅子に座って歌う。彼女がその黄色い椅子を離れてメガネをかけ、差し棒を持って再び後ろにいくと黄色い椅子がスタッフによりどかされており、上から黒板が登場している。その前でしばらく歌った後、部屋が暗くなりミラーボールが回る。宇多田はその間、机の下あたりに隠れて何か次の場面の準備をしている。部屋が明るくなる前に宇多田が、熊の着ぐるみの頭の部分だけをかぶって登場。部屋が明るくなってから、それを取り再び歌い始める。椅子に座ってしばらく歌った後に、スケッチブックに「I LOVE you!」と書き、それをカメラに向ける。その後に立ち上がって、「traveling」のMVで着用した様な帽子と小さな旗を持って行進するように歩く。その後、ベッドに座るとピザ屋の宅配員が登場し、互いに会釈。宅配員がピザの箱を開けると、白い鳩が数羽出てきて部屋の中を飛び回る。宅配員が帰ると宇多田も同じ方向に消えて、ビデオは終わる。

### 受賞
- SPACE SHOWER MUSIC AWARDS
BEST CONCEPTUAL VIDEO[23]
特別賞[23]

## 収録曲
- 作詞・作曲：Utada Hikaru

1. Goodbye Happiness(5:21)

## チャートと認定

### チャート
| チャート（2010年）                         | 最高 順位 |
| ------------------------------------------ | --------- |
| Billboard JAPAN Hot100                     | 1         |
| Billboard JAPAN Adult Contemporary Airplay | 1         |
| RIAJ有料音楽配信チャート                   | 8         |

### 認定
| 国、地域 | 認定                        |
| -------- | --------------------------- |
| 日本     | ゴールド （着うたフル）     |
| 日本     | ゴールド （PCダウンロード） |

## ラジオ解禁日と発売日一覧
| 地域 | リリース日     | 規格                 |
| ---- | -------------- | -------------------- |
| 日本 | 2010年11月1日  | ラジオ               |
| 日本 | 2010年11月10日 | 携帯端末向けフル配信 |
| 日本 | 2010年11月17日 | PCダウンロード       |

## 収録アルバム
Goodbye Happiness
- 『Utada Hikaru SINGLE COLLECTION VOL.2』
- 『SCIENCE FICTION』※2024 Mixとして収録